# Heimberg
Heimberg est une commune suisse du canton de Berne, située dans l'arrondissement administratif de Thoune. La ville s'étend sur 5,4 km2 et compte 5 625 habitants depuis le dernier recensement de la population. La densité de population est de 1 037,8 habitants par km2 sur la ville.

Photo aérienne prise à 200 m par Walter Mittelholzer (1925)

Entourée par Steffisburg, Uttigen et Uetendorf, Heimberg est située à 3 km au Nord-Ouest de Steffisburg la plus grande ville aux alentours.
Située à 551 mètres d'altitude, la ville de Heimberg a pour coordonnées géographiques Latitude: 46° 47' 40 Nord
Longitude: 7° 36' 16 Est.
Le maire de Heimberg se nomme M. Christian Wüthrich.[Quand ?]